# Миронов, Борис Гурьевич
Бори́с Гу́рьевич Миро́нов (1 декабря 1960, Яншихово-Норваши Янтиковского района ЧАССР) — математик, механик, доктор физико-математических наук, профессор, в 2011—2016 гг. ректор ЧГПУ им. Яковлева.

## Биография
Родился в семье учителей. Отец — Миронов Гурий Миронович (1913—1994) — учитель истории и географии, участник Великой Отечественной войны, директор Яншихово-Норвашской средней школы (1946—1956); мать — Егорова Елизавета Егоровна (1920—2008).
Окончил с отличием физико-математический факультет Чувашского государственного педагогического института им. И. Я. Яковлева по специальности «Математика и физика» (1982), аспирантуру при кафедре математического анализа Ульяновского государственного педагогического института имени И. Н. Ульянова (1987).
С 1987 по 1993 гг. работал преподавателем, старшим преподавателем, с 1993 года — заведующим кафедрой математического анализа, с 2000 по 2011 гг. — проректором по учебной работе.
Приказом Министерства образования и науки Российской Федерации в соответствии с решением конференции коллектива Чувашского государственного педагогического университета им. И. Я. Яковлева 19.05.2011 г. Б. Г. Миронов утвержден в должности ректора университета. Работал в этом качестве до мая 2016 года.
Работал проректором по филиалам Московского гуманитарно-экономического университета (2016—2017).
С 2017 года — заведующий кафедрой математики Московского государственного гуманитарно-экономического университета, профессор кафедры «Высшая математика и естественные науки» Российского университета транспорта, преподаватель Московского центра образования школьников имени М. В. Ломоносова.

## Научная деятельность
Диссертацию «Расширения J-симметричного оператора с неплотной областью определения» (научный руководитель — А. В. Штраус) на соискание учёной степени кандидата физико-математических наук защитил в апреле 1990 года в Казанском государственном университете им. В. И. Ульянова-Ленина.
Диссертацию «Некоторые вопросы общей теории предельного состояния твердых деформируемых тел» (научный консультант — Д. Д. Ивлев) на соискание учёной степени доктора физико-математических наук защитил в июне 2006 года в Чувашском государственном педагогическом университете им. И. Я. Яковлева.
Область научных исследований — теория предельного состояния тел и конструкций, математическая теория идеальной пластичности анизотропных тел, теория линейных операторов в гильбертовом пространстве с инволюцией.
Ведёт основные курсы: «Математический анализ», «Дифференциальные уравнения и уравнения с частными производными», «Теория функций действительной переменной», «Теория функций комплексной переменной», «Теория вероятностей и математическая статистика».
Мироновым опубликовано около 60 научных и учебно-методических трудов. Под его руководством подготовлены и защищены 3 кандидатские диссертации, в настоящее время является научным руководителем 4 аспирантов.
Председатель объединенного совета Д 212.300.02 по специальности 01.02.04-Механика деформируемого твердого тела (физико-математические науки) по защите докторских и кандидатских диссертаций.

## Некоторые работы
- Миронов Б. Г. Линеаризированные соотношения ассоциированного закона нагружения теории идеальной пластичности // Доклады Академии наук. 1999. — Т. 366. — № 6. — С. 766—767.
- Математика : Пособие для поступающих в вузы / Б. Г. Миронов; М-во образования Рос. Федерации. С.-Петерб. гос. техн. ун-т, Чебокс. ин-т экономики и менеджмента. — СПб. : Политехника, 2000. — 51 с. ISBN 5-7325-0583-0
- О соотношениях теории анизотропной идеально пластической среды // Известия Российской академии наук. Механика твердого тела. — 2005. — № 1
- О предельно статически определимом состоянии при отрыве // Доклады Российской академии наук. — 2006. — Т. 409. — № 2.
- Миронов Б. Г. Некоторые вопросы общей теории предельного состояния твердых деформируемых тел : диссертация … доктора физико-математических наук : 01.02.04. — Чебоксары, 2006. — 195 с.
- Кручение тел, находящихся под действием переменной внешней нагрузки : учебное пособие [для студентов старших курсов физико-математических специальностей] / Б. Г. Миронов, Л. С. Козлова ; М-во образования и науки Рос. Федерации, Чуваш. гос. пед. ун-т им. И. Я. Яковлева. — Чебоксары : ЧГПУ, 2011. — 51 с.

## Общественная деятельность
Как ректор ЧГПУ входил в состав Российского союза ректоров, был заместителем председателя Совета ректоров вузов Чувашской Республики, председателем Регионального Совета Чувашского регионального отделения общероссийской общественной организации «Всероссийское педагогическое собрание».

## Политическая карьера
- Член партии «Единая Россия»
- Был членом регионального координационного совета Общероссийского народного фронта[13].
- Участвовал как кандидат в праймериз для последующего выдвижения кандидатом в депутаты Чебоксарского городского Собрания депутатов шестого созыва (2015)[14][15].

## Награды и премии
- Нагрудный знак «Почетный работник высшего профессионального образования РФ» (2003)
- Лауреат Государственной премии Чувашской Республики в области естественных и технических наук (2006)
- Заслуженный работник образования Чувашской Республики (2010)[3].